# Villarbuján
Villarbuján (llamada oficialmente San Bartolomé de Vilarbuxán) es una parroquia y una aldea española del municipio de Bóveda, en la provincia de Lugo, Galicia.

## Límites
Limita con las parroquias de Castro de Rei de Lemos y Cervela al norte, Cubela y San Pedro Félix de Rubián al este, Rubián al sur y Remesar al oeste.

## Historia
En un documento de la Catedral de Lugo, datado en 1202, aparece como Villarbugia. La parroquia actual se creó en 1891, con terrenos de las parroquias de San Pedro Félix de Rubián, Remesar y Castro de Rei de Lemos.

## Organización territorial
La parroquia está formada por una entidad de población:
- Vilarbuxán

## Demografía
Gráfica demográfica de la aldea de Vilarbuxán y de la parroquia de San Bartolomeu de Vilarbuxán según el INE español:
| Gráfica de evolución demográfica de Villarbuján entre 2000 y 2019 |
|                                                                   |
| Datos según el nomenclátor publicado por el INE.                  |

## Lugares de interés
- Iglesia de San Bartolomeu, reedificada a finales del siglo XIX, tiene planta rectangular con muros de mampostería. La cubierta es de madera y pizarra a dos aguas. Ardió en la Guerra Civil y fue reconstruida en 1941.